# Пулитцеровская премия 2014 года
Объявление победителей Пулитцеровской премии 2014 года состоялось 15 апреля.

## Журналистика
- За служение обществу
  - The Guardian «за обнародование секретных данных о программе глобальной слежки Агентства национальной безопасности США»
  - The Washington Post «за обнародование секретных данных о программе глобальной слежки Агентства национальной безопасности США»[1]

- За выдающуюся подачу сенсационного материала
  - Сотрудники газеты The Boston Globe «за освещение Бостонского теракта, произошедшего 15 апреля 2013 года[2]»

- За выдающееся расследование
  - Крис Хэмби[англ.] «за репортаж о махинациях некоторых юристов и докторов с целью отказа в льготах шахтерам, пораженным пневмокониозом, в результате которого были приняты законодательные меры по исправлению положения [3]»

- За мастерство
  - Эли Саслоу[англ.] «за отчёт о распространении продовольственных талонов в посткризисной Америке[4]»

- За освещение местных новостей
  - Уилл Хобсон[англ.] и Майкл ЛаФорджиа[англ.] (Tampa Bay Times) «за их неустанные расследования об отвратительных условиях жилья для бездомного населения города» [5]

- За раскрытие национальной темы
  - Дэвид Филиппс (журналист)[англ.] (Colorado Springs Gazette[англ.]) «за расширенное изучение того, как ветераны боевых действий теряют все льготы после увольнения из армии из-за незначительных нарушений»[6]

- За международный репортаж
  - Джейсон Сеп и Эндрю Р.С. Маршалл[англ.] (Reuters) «за смелые отчёты о насильственном гонении на народ Рохинджа, мусульманского меньшинства в Мьянме, которые пытаясь бежать из страны, оказываются в плену у работорговцев» [7]

- За очерк
  - не присуждалась[8]

- За комментарий
  - Стивен Хендерсон (Detroit Free Press) «за его комментарии, о финансовом кризисе в его родном городе, написанным со страстью, не жалея никого в своей критике»[9]

- За художественную критику
  - Инга Сэфрон[англ.] (The Philadelphia Inquirer) «за её критику архитектурного стиля, сочетающий опыт, гражданскую ответственность и аргументы, которые побуждают и удивляют»[10]

- За редакционный комментарий
  - Редакция газеты Oregonian[англ.] «за их осознанную передовицу, которая объясняет насущный и непростой вопрос о растущих пенсионных расходах»[11]

- За карикатуры[англ.]
  - Кевин Сирс[англ.] (The Charlotte Observer[англ.]) «за его провоцирующие на мысли карикатуры, нарисованные с острым умом и смелым художественным стилем.»[12]

- За новостную фотографию
  - Тайлер Хикс[англ.] (The New York Times) «за его убедительные фотографии, которые показали мастерство и мужество в документировании теракта в торговом центре Westgate в Найроби»[13]

- За художественную фотографию
  - Джош Хэнер[англ.] (The New York Times) «за серию фотографий о жертве Бостонского теракта, который потерял большую часть обеих ног и теперь мучительно восстанавливает свою жизнь»[14]